# Звёздные войны. Эпизод VI: Возвращение джедая
«Звёздные во́йны. Эпизо́д VI: Возвраще́ние джеда́я» (англ. Star Wars. Episode VI: Return of the Jedi), изначально выпущенный под названием «Возвраще́ние джеда́я» (англ. Return of the Jedi) — эпическая космическая опера, снятая в 1983 году режиссёром Ричардом Маркуандом по сценарию Джорджа Лукаса и Лоуренса Кэздана. Это третий фильм «Звёздных войн», третья и последняя часть оригинальной трилогии, третий фильм «Саги Скайуокеров» и шестой в сюжетной хронологии. Четвёртый фильм режиссёра и шестой выпущенный компанией Lucasfilm.
Действие фильма происходит примерно через год после пятого эпизода «Империя наносит ответный удар». Галактическая Империя под предводительством безжалостного императора Палпатина строит вторую «Звезду Смерти», чтобы сокрушить Альянс повстанцев. Так как Палпатин планирует лично контролировать заключительные этапы строительства станции, Альянс начинает полномасштабную атаку на «Звезду Смерти», чтобы предотвратить завершение строительства и убить Палпатина, тем самым покончив с Империей Ситхов. Люк Скайуокер на Татуине спасает своего друга Хана Соло из плена предводителя контрабандистов Джаббы Хатта. Скайуокер противостоит своему отцу — Дарту Вейдеру — в поединке перед троном императора.
Съёмки фильма проходили в Англии и Аризоне с января по март 1982 года. Производство картины окружала строгая секретность. Во время съёмок использовалось рабочее название «Blue Harvest». Фильм вышел в кинотеатрах 25 мая 1983 года, получив в основном положительные отзывы. Кассовые сборы по всему миру превысили 475 миллионов. В 1999 году сагу продолжил «Эпизод I: Скрытая угроза», ставший первым фильмом новой трилогии приквелов. Хронологическое продолжение саги — фильм «Звёздные войны: Пробуждение силы» — вышел на экраны в середине декабря 2015 года.

## Сюжет
Люк Скайуокер вернулся на свою родную планету Татуин в попытке спасти своего друга Хана Соло из лап мерзкого преступника Джаббы Хатта.
Люк не подозревает, что ГАЛАКТИЧЕСКАЯ ИМПЕРИЯ начала тайную постройку новой бронированной космической станции, ещё более сильной, чем первая страшная Звезда Смерти.
Когда постройка будет завершена, это оружие предвестит гибель для маленькой группы мятежников, изо всех сил пытающихся вернуть свободу галактике…
Оригинальный текст (англ.)Luke Skywalker has returned to his home planet of Tatooine in an attempt to rescue his friend Han Solo from the clutches of the vile gangster Jabba the Hutt.

Little does Luke know that the GALACTIC EMPIRE has secretly begun construction on a new armored space station even more powerful than the first dreaded Death Star.

When completed, this ultimate weapon will spell certain doom for the small band of rebels struggling to restore freedom to the galaxy...
— Вступление
В Галактике продолжается война между Альянсом повстанцев и войсками Галактической Империи. Империя строит новую космическую станцию — вторую «Звезду Смерти». На станцию прибывает владыка-ситх Дарт Вейдер. Тёмный владыка недоволен темпами строительства и предупреждает о скором визите Императора Палпатина.
Люк Скайуокер вместе со своими друзьями — принцессой Леей, Лэндо Калриссианом, Чубаккой, а также дроидами C-3PO и R2-D2 прибыл на планету Татуин, чтобы спасти Хана Соло, который находится в плену у главаря местных гангстеров — Джаббы Хатта. Люк передаёт Джаббе в подарок дроидов и просит освободить Соло, однако хатт не желает лишаться своего любимого украшения в виде замороженного Соло, но дроидов он оставил себе. Замаскированная под охотника за головами, Лея продаёт Джаббе пленного Чубакку. Ночью она тайком размораживает капитана Соло. Влюблённые слышат хохот Джаббы, он догадался обо всём и подстроил ловушку. Лея становится рабыней Джаббы, Хан и Чубакка попадают в тюрьму. После этого к Джаббе приходит уже сам Люк и после неудачных переговоров притягивает бластер, чтобы убить криминального босса, но тот успевает нажать на кнопку, и юноша попадает в ловушку, под ним проваливается потайной люк, и он падает в жилище чудовищного ранкора. Хатт и его подручные наблюдают за представлением, однако Люку удаётся убить ранкора. Разгневанный хатт решает скормить Люка и Хана сарлакку - гигантскому песчаному чудовищу. Перед казнью Люк даёт последнее предупреждение Джаббе: если тот их не освободит, то умрёт, но тот поднимает безоружных героев на смех. R2-D2 передаёт Люку его световой меч, и тот атакует гангстеров. Лея душит Джаббу цепью до смерти, а Хан, сам того не заметив, сталкивает Бобу Фетта в пасть сарлакку. Освободившись, друзья покидают Татуин.
Герои отправляются к месту сбора повстанческого флота, но Люк летит на Дагобу, чтобы закончить обучение у Йоды и стать полноценным рыцарем-джедаем. Йода говорит Люку, что его обучение завершено, но истинным джедаем станет, лишь вновь сразившись с Вейдером. Йода подтверждает, что Дарт Вейдер, когда-то известный как Энакин Скайуокер, действительно является отцом Люка. Также он упоминает, что есть ещё один Скайуокер. После смерти Йоды появляется призрак Оби-Вана Кеноби, который подтверждает догадки Люка о том, что «ещё один Скайуокер» — это его сестра-близнец Лея Органа, тоже чувствительная к Силе и способная стать джедаем. Оби-Ван говорит Люку, что для победы над Империей, ему предстоит ещё раз сразиться с Вейдером и советует ему на время затаить свои чувства, чтобы они не сыграли на руку Императору.
Император прибывает на недостроенную станцию, чтобы удостовериться, что её строительство завершится точно в срок. Командование Альянса решает нанести решающий удар. Недостроенная станция защищена мощным силовым полем, генератор находится на поверхности покрытой лесами луны Эндора. Отряд под командованием Соло на захваченном имперском шаттле пролетает на Эндор. Вейдер и Люк чувствуют друг друга, но первый не предпринимает никаких действий. 

Повстанцы натыкаются на дозор имперцев, Люк и Лея спешат в погоню, чтобы враги не успели предупредить товарищей. Один из имперцев сбивает Лею, очнувшись она знакомится с местным обитателем из примитивной расы эвоков, похожих на маленьких медвежат. Соло, Люк, Чубакка и С-3РО попадают в ловушку эвоков, те принимают дроида за бога и собираются съесть героев на банкете в его честь. Однако Люк поднимает С-3РО в воздух, имитируя гнев божества. Дроид рассказывает эвокам историю войны, эвоки переходят на сторону Альянса и даже принимают героев в своё племя. Люк открывает Лее, что она его сестра, и что он должен встретиться с Дартом Вейдером, их отцом. Люк сдаётся имперцам и они приводят его к Вейдеру. Люк просит отца отречься от Тёмной стороны Силы, но безуспешно. Вейдер увозит Люка на «Звезду Смерти» и представляет его Императору для обращения на Тёмную сторону. Император сообщает, что на самом деле подстроил ловушку для повстанцев. Появившийся флот Альянса натыкается на собравшийся имперский флот. Имперцы успели достроить суперлазер «Звезды Смерти» и обрушивают его залпы на корабли повстанцев. На Эндоре штурмовики окружают отряд Соло. 
Император искушает Люка поддаться гневу и убить его, тот хватает меч, но Вейдер отражает его удар. Не желая сражаться с отцом, Люк прячется. Вейдер проникает в мысли сына и узнаёт о Лее, он предполагает, что если Люк не перейдёт на тёмную сторону, то ему удастся переманить Лею. Подобный расклад не устраивает Люка, он в ярости набрасывается на Вейдера и одерживает верх, отрубая ему руку. Ликующий Император предлагает Люку добить поверженного отца и занять его место. Люк, посмотрев на свою протезированную руку и увидев такую же протезированную руку у отца, понимает, что находится в опасной близости к Тёмной стороне, и отбрасывает свой меч, бесстрашно объявив себя рыцарем-джедаем, каким был его отец, и заявляя, что никогда не перейдёт на Тёмную сторону. 
Флот повстанцев пытается смешаться с имперскими кораблями, чтобы избежать сокрушительных выстрелов «Звезды Смерти». Эвоки приходят на помощь отряду Соло и атакуют имперцев. Имперцы пускают в ход шагоходы AT-ST, но Чубакке удаётся захватить один из них, эвоки уничтожают остальные при помощи своих примитивных, но эффективных приспособлений и ловушек. Повстанцы уничтожают генератор защитного поля. Эскадра Лэндо Калриссиана залетает внутрь «Звезды Смерти».
Осознав провал попытки обратить Люка на Тёмную сторону, Император обрушивает на него свой фирменный приём — Молнии Силы. Поиздевавшись над джедаем, он собирается его добить, но в этот момент Вейдер, не в силах наблюдать за муками своего сына, хватает Императора и сбрасывает его в шахту. Тем самым исполняется древнее пророчество, согласно которому Энакину было суждено вернуть баланс в Силе. Умирающий Энакин просит Люка снять с него маску, чтобы взглянуть на сына своими глазами, первый и, как оказалось, последний раз. Энакин говорит Люку, что тот был прав насчёт него и просит передать это Лее, после чего его дух покидает тело, искалеченное молниями Императора. 

Калриссиан на «Соколе Тысячелетия» достигает ядра станции и разрушает главный реактор. Его эскадра успевает уйти от неминуемого взрыва, Люку также удаётся улететь на шаттле с телом отца. На Корусанте, Беспине, Набу, Татуине народ ликует и сбрасывает статуи Императора. Люк отдаёт отцу последние почести и кремирует его тело на погребальном костре по джедайской традиции, после чего воссоединяется с друзьями и коллегами. Лея объясняет Хану, что Люк ему не соперник, так как он её брат. Эвоки также устраивают праздник в честь великой победы повстанцев, на котором перед Люком появляются призраки великих джедаев: Йоды, Оби-Вана и искуплённого Энакина Скайуокера. Лея берёт брата за руку и уводит от образов, чтобы присоединиться к друзьям и коллегам на празднике победы над злом. 

## Актёрский состав
- Марк Хэмилл — Люк Скайуокер
- Харрисон Форд — Хан Соло
- Кэрри Фишер — Лея Органа
- Билли Ди Уильямс — Лэндо Калриссиан
- Кенни Бейкер — R2-D2
- Энтони Дэниелс — C-3PO
- Питер Мейхью — Чубакка
- Иэн Макдермид — Император Палпатин
- Фрэнк Оз — Йода (голос)
- Дэвид Проуз — Дарт Вейдер
  - Джеймс Эрл Джонс — Дарт Вейдер (голос)
  - Себастьян Шоу — Энакин Скайуокер (старик, Призрак Силы в 1983 году)
  - Хейден Кристенсен — Энакин Скайуокер (призрак Силы, переиздание 2004 года)
- Алек Гиннесс — Оби-Ван Кеноби (призрак Силы)
- Дермот Краули — генерал разведки Крикс Мадин
- Денис Лоусон — Ведж Антиллес
- Джек Пёрвис — Тибо

С полным списком актёров можно ознакомиться на сайте imdb.com.

## Съёмочная группа
- сценарий — Джордж Лукас, Лоуренс Кэздан
- продюсер — Ховард Казанджян
- исполнительный продюсер — Джордж Лукас
- сопродюсер — Джим Блум, Роберт Уоттс
- режиссёр — Ричард Маркуанд
- композитор — Джон Уильямс
- оператор-постановщик — Алан Хьюм
- монтаж — Шон Бартон, Дуэйн Данэм, Марсиа Лукас[англ.]*
- звук — Бен Бёртт
- подбор актёров — Мэри Селуэй[англ.]
- художник-постановщик — Норман Рейнолдс
- художественный руководитель — Фред Хол[англ.], Джеймс Шоппе[англ.]
- декорации — Майкл Форд, Гарри Ланж?!
- костюмы — Эджи Джерард Роджерс, Нило Родис-Джамеро
- грим — Ник Дадмэн, Грэм Фриборн, Кей Фриборн, Стюарт Фриборн, Пол Лебланк, Майк Локки, Патрисия МакДермотт, Ричард Миллс, Питер Робб-Кинг, Том Смит, Фил Типпет
- спецэффекты — Рой Арбогаст, Уильям Ли, Кевин Пайк, Гарольд Уид, Кит Уэст, Ян Уингров, Майкл Вуд

С полным списком съёмочной группы можно ознакомиться на сайте imdb.com.

## Производство

### Предыстория. Трилогия «Звёздные войны»
В 1974 году, вдохновлённый космическими операми вроде сериала «Флэш Гордон», самурайскими фильмами Акиры Курасавы и книгой Джозефа Кэмпбелла «Тысячеликий герой», Лукас начал работу над «Звёздными войнами».
Первый фильм оригинальной трилогии вышел 25 мая 1977 года под названием «Звёздные войны». Фильм имел огромный кассовый успех. Когда сомнения в окупаемости проекта отпали, он получил подзаголовок «Новая надежда». Фильм получил 7 премий «Оскар».
После трудностей, связанных с производством, второй фильм был выпущен 21 мая 1980 года под названием «Империя наносит ответный удар». Первоначально получил неоднозначные отзывы критиков, хотя с тех пор многие его недостатки стали восприниматься как достоинства, позволив стать одним из лучших эпизодов саги.
Вскоре после выпуска второго эпизода, летом 1980 года было принято решение снимать третий фильм «Звёздных войн». Работу планировалось завершить к лету 1983 года.

### Сценарий
Сценарий фильма был написан на основе истории Джорджа Лукаса самим Лукасом и Лоуренсом Кэзданом (при обсуждениях с режиссёром Ричардом Маркуандом). Кэздан утверждает, что говорил Лукасу о том, что название «Возвращение джедая» будет слишком «слабым», и Лукас согласился назвать фильм «Месть джедая». Сам сценарий весьма долго не был окончательно утверждён: ни после того, как график производства и бюджет были утверждены, ни после того, как Маркуанд был нанят. Это было необычно для фильма. Вместо этого, съёмочная группа опиралась на истории Лукаса и черновики, чтобы начать работу с художественным отделом. Когда пришло время официально утвердить полный сценарий будущей картины, Лукас, Кэздан, Маркуанд и Казанян провели две недели, обсуждая разнообразные идеи. Впоследствии Кэздан использовал стенограммы этих встреч, чтобы написать полную версию сценария.

### Подбор актёров
В ходе подготовки производства возник вопрос о том, примет ли Харрисон Форд участие в завершающей картине трилогии. В отличие от других звёзд первого фильма, Форд не подписывал контракт на участие в съёмках ещё двух фильмов трилогии. Его больше интересовали съёмки в фильме «Индиана Джонс: В поисках утраченного ковчега», которые обещали стать более успешными. Форд предложил, чтобы Хан Соло был убит. Кэздан согласился, чтобы это произошло ближе к началу фильма, но Лукас был категорически против. Также первоначально не планировалось появление в картине Йоды, однако Маркуанд выразил уверенность в том, что возвращение на Дагобу было необходимо, чтобы разрешить дилемму, поднятую в предыдущем фильме. Лукасу потребовалось вставить сцену, в которой Йода подтверждает, что Дарт Вейдер является отцом Люка, для того, чтобы слова Вейдера не выглядели ложью.

### Подготовка к съёмкам
Как и в случае предыдущего фильма, Джордж Лукас лично финансировал «Возвращение джедая». Лукас начал переговоры с Дэвидом Линчем, который в 1980 году был номинирован на премию «Оскар» за лучшую режиссуру за фильм «Человек-слон», чтобы он стал режиссёром картины. Однако Линч отказался от предложения из-за работы над фильмом «Дюна». Дэвид Кроненберг также получил предложение стать режиссёром нового эпизода «Звёздных войн», и тоже отклонил его из-за занятости в съёмках фильмов «Видеодром» и «Мёртвая зона». В итоге Лукас остановил поиски режиссёра на Ричарде Маркуанде. В то же время, сам Лукас принимал настолько активное участие в съёмках нового фильма, что может считаться вторым режиссёром картины. Вполне вероятно, что он руководил большей частью второстепенных съёмок лично, так как производство фильма могло не уложиться в расписание. Лукас охотно занимался такой работой и в предыдущих картинах, в которых официально являлся только сценаристом и продюсером (например, «Индиана Джонс: В поисках утраченного ковчега», «Звёздные войны. Эпизод V: Империя наносит ответный удар»). Сам Лукас говорил, что принимал активное участие в производстве во многом из-за относительной неопытности Маркуанда в работе со спецэффектами. Лукас хорошо отзывался о Маркуанде, как о замечательном специалисте по работе с актёрами. Маркуанд в ответ на заметное присутствие Лукаса на съёмочной площадке шутил, что такие съёмки похожи «на попытку поставить „Короля Лир“ с Шекспиром в соседней комнате».

### Съёмки
Говорят, что Джордж Лукас хотел пригласить меня в качестве режиссёра «Возвращения джедая», но неожиданно передумал. Наверное, решил, что если фильмом займусь я, то джедаи начнут нажираться и трахаться, как бешеные свиньи.
Съёмки длились с 11 января по 20 мая 1982 года. График съёмок был на шесть недель короче, чем у картины «Империя наносит ответный удар». Ховард Казанян стремился провести съёмки как можно раньше, чтобы дать компании Industrial Light & Magic как можно больше времени для работы над спецэффектами. Располагая бюджетом в 32,5 миллиона долларов, Лукас стремился уложиться в данную сумму. Продюсер Ховард Казанян полагал, что использование компании Industrial Light & Magic (полностью принадлежащей Лукасу) для разработки спецэффектов позволит сохранить около 18 миллионов долларов. Тем не менее, тот факт, что компания Lucasfilm не состояла в профессиональных объединениях, сделал приобретение декораций для съёмок сложнее и дороже, даже несмотря на успех предыдущей картины. Проект получил рабочее название Blue Harvest с лозунгом «Ужасы за гранью воображения». Эти меры маскировки были приняты против поклонников саги и прессы, а также были призваны предотвратить завышение цен от поставщиков.
Первый этап длиной в 78 дней проходил в павильонах Elstree в Англии. Съёмки начались со сцены, позже вырезанной из фильма, в которой герои попадают в песчаную бурю, покидая Татуин. Это был единственный крупный фрагмент, вырезанный из фильма во время монтажа. При съёмках битвы Люка Скайуокера с Ранкором, Лукас настаивал на том, чтобы создать сцену в том же стиле, как это делала японская кинокомпания Toho в своих фильмах про Годзиллу, используя каскадёра в специальном костюме. Съёмочная группа несколько раз пыталась, но не смогла добиться желаемого результата. В итоге Лукас уступил и согласился на использование куклы для съёмок сцены с Ранкором. В апреле 1982 года команда переместилась в Юму — песчаную пустыню в Аризоне. Здесь в течение двух недель были отсняты все сцены на поверхности Татуина. После этого съёмочная группа переехала в леса с секвойями в округе Дел-Норт северной Калифорнии. Здесь в течение двух недель были отсняты сцены с лесами Эндора. Одна из двух пост-производственных съёмок фоновых сцен была проведена в Долине Смерти. Вторая специальная стэдикам-съёмка лесных массивов была произведена 15-17 июня 1982 года для последующего создания сцен погони на спидерах в середине фильма. Изобретатель метода стэдикам, Гарретт Браун, лично работал над этими кадрами. Для этого он прошёл по обозначенному пути внутри лесного массива, снимая менее чем один кадр в секунду. Скорость передвижения оператора была около 8 км/ч. После этого был произведён монтаж отснятого материала со скоростью 24 кадра в секунду. В результате был достигнут эффект перемещения со скоростью более чем 190 км/ч.

### Музыка
Американский композитор и дирижёр Джон Уильямс написал и руководил работой над музыкальным сопровождением для фильма с выступлением Лондонского симфонического оркестра. Над аранжировкой также работал Томас Ньюман. Первый выпуск саундтреков к фильму был сделан под лейблом RSO Records в США. Другой американский лейбл — Sony Classical Records — приобрёл права на музыкальное сопровождение оригинальной трилогии в 2004 году после приобретения саундтрека второй трилогии. В том же году, Sony Classical повторно перевыпустила Возвращение джедая наряду с другими двумя фильмами трилогии. Набор был выпущен с новой обложкой, подчёркивающей первый DVD релиз фильма. Несмотря на цифровой ремастеринг Sony, которая минимально улучшила качество звука, этот релиз 2004 года, по существу, такой же, как и релиз 1997 год от RCA Victor.

### Спецэффекты
Спецэффекты, разрабатываемые Industrial Light & Magic, быстро привели компанию к пределам операционного бюджета. Несмотря на опыт, накопленный при работе над предыдущими двумя фильмами трилогии, позволивший повысить эффективность работы, пришлось увеличить бюджет. Компромиссным решением стало намерение нескольких отделов ILM либо взяться за работу над другим фильмом, либо уменьшить персонал во время медленных стадий. Вместо этого, как только началась работа над фильмом, вся компания работала 20 часов в сутки и шесть дней в неделю, чтобы успеть к 1 апреля 1983 года. Из около 900 спецэффектов, все VistaVision оптические эффекты должны были быть выполнены ILM, так как она была единственной компанией, способной работать в таком формате. В то же время около 400 других эффектов были заказаны у других компаний.

### Смена названия
Оригинальный трейлер к фильму носил название «Месть джедая». В декабре 1982 года Джордж Лукас решил, что «Месть» не подходит и вернулся к своему первоначальному варианту — «Возвращение джедая». К этому времени тысячи плакатов с вариантом «Месть» были напечатаны и распространены. Lucasfilm остановил отгрузку плакатов и продал оставшиеся запасы в 6800 плакатов членам фан-клуба по $9.50. Через 35 лет после выхода фильма эти оригинальные плакаты стали стоить на eBay более 1500 долларов.
Название третьего эпизода приквела «Месть ситхов», вышедшего в 2005 году, ссылается на оригинальное название шестого эпизода — «Месть джедая».

### Выход в прокат
Премьера эпизода «Возвращение джедая» состоялась 25 мая 1983 года. Первоначально она была назначена на 27 мая, но впоследствии дата была изменена, чтобы было совпадение с датой выхода в прокат первого фильма саги в 1977 году. Для рекламной кампании по всему миру иллюстратор Тим Ример разработал плакат фильма и другие рекламные материалы. На момент выхода фильм рекламировался как «Звёздные войны: Возвращение джедая» без упоминания эпизода. Оригинальный фильм был позже переиздан в 1985 году.
В 1997 году к 20-летию выхода оригинального фильма «Звёздные войны» (известного сейчас как «Эпизод IV: Новая надежда»), Лукас выпустил специальное издание всей трилогии. Наряду с двумя другими фильмами, картина «Возвращение джедая» была переиздана 14 марта 1997 года. Был сделан ряд изменений и дополнений, которые включали введение нескольких дополнительных участников в тронный зал Джаббы, модификации монстра Сарлакка, замену музыки в заключительной сцене и монтаж различных инопланетных миров, празднующих падение Империи. Согласно Лукасу, шестому эпизоду требовалось меньше изменений, чем предыдущим двум фильмам, потому что он более эмоционален. Изменения вызвали споры среди фанатов серии, так как некоторые считали, что фильмы от этого потеряли.
В сентябре 2011 года фильм был переиздан в формате Blu-ray. В переиздании был добавлен крик Вейдера «Неееет!» в сцене его нападения на Императора.

## Реакция

### Критика
Несмотря на коммерческий успех, выразившийся в кассовых сборах более $475 миллионов по всему миру, а также успех у критиков на момент выпуска в прокат, многие критики и фанаты уже в последующее десятилетие отмечали, что «Возвращение джедая» уступает своим предшественникам. На Rotten Tomatoes рейтинг одобрения картины составил 79 %, в то время как аналогичные рейтинги для эпизодов «Империя наносит ответный удар» и «Новая надежда» составляли 97 % и 94 % соответственно. На сайте Metacritic фильм получил оценку 52 % на основе 14 отзывов основных критиков, в то время как «Империя наносит ответный удар» была оценена в 78 % на основе 15 обзоров.
Современники картины в основном одобряли её выход. В 1983 году кинокритик Роджер Эберт поставил фильму четыре звезды из четырёх, а Джеймс Кендрик из «Q Network Film Desk» отозвался о картине, как о «великолепном опыте». Фильм также получил отзыв в американском еженедельном журнале «Time» от 23 мая 1983 (где он был назван «Звёздные войны III»), в котором рецензент Джеральд Кларк написал, что хоть картина и не получилась такой же захватывающей, как первый фильм саги, тем не менее она получилась лучше, чем «Империя наносит ответный удар». Известный американский критик Винсент Кэнби, которому понравился первый фильм трилогии и не понравился второй, сказал, что третий фильм получился худшим в серии.
В то время многие эпизоды фильма — особенно битва с Сарлакком, погоня на спидерах в лесах Эндора, космические битвы между Альянсом и имперскими пилотами, дуэль Люка Скайуокера и Дарта Вейдера — хорошо зарекомендовали себя; сцены битвы эвоков с имперскими штурмовиками вызвали противоречивое отношение. Многим фанатам серии не понравился тот факт, что эвоки, будучи чрезвычайно примитивной расой маленьких существ, вооружённых палками и камнями, смогли победить «лучшие» сухопутные войска Империи. Лукас защищал сценарий, заявив, что главной целью эвоков было отвлечь Имперские войска, и что эвоки на самом деле не выиграли.

### Награды и номинации
В 1984 году «Возвращение джедая» был номинирован на премию «Оскар» в пяти категориях, но победил только в одной из них: «За особые достижения». В том же году фильм получил четыре номинации на премию BAFTA (победа тоже только в одной), десять на премию «Сатурн» (пять побед, включая «За лучший научно-фантастический фильм») и одну на премию «Хьюго» (также победа). Всего с 1984 года фильм получил 30 номинаций на различные премии, из которых победил в двенадцати. Картина получала номинации на премии как отдельный фильм, так и в составе саги «Звёздные войны». Ниже представлены наиболее значимые номинации и победы по данным сайта imdb.com.
В 2021 году картина была признана национальным достоянием Америки, попав в Национальный реестр фильмов Библиотеки Конгресса.
| Год  | Премия   | Номинация                                    | Номинанты                                             | Результат |
| ---- | -------- | -------------------------------------------- | ----------------------------------------------------- | --------- |
| 1984 | «Оскар»  | За особые достижения (за визуальные эффекты) | Ричард Эдланд, Деннис Мюрен, Кен Ралстон, Фил Типпетт | Победа    |
| 1984 | «Оскар»  | За лучшую работу художника-постановщика      | Норман Рейнольдс, Фред Хоул, Джеймс Шоппе, Майкл Форд | Номинация |
| 1984 | «Оскар»  | За лучший звуковой монтаж                    | Бен Бёртт                                             | Номинация |
| 1984 | «Оскар»  | За лучшую музыку к фильму                    | Джон Уильямс                                          | Номинация |
| 1984 | «Оскар»  | За лучший звук                               | Бен Бёртт, Гэри Саммерс, Рэнди Том, Тони Доу          | Номинация |
| 1984 | BAFTA    | За лучшие визуальные эффекты                 | Кен Ралстон, Деннис Мьюрен, Ричард Эдланд, Кит Уэст   | Победа    |
| 1984 | BAFTA    | За лучший грим                               | Фил Типпетт, Стюарт Фриборн                           | Номинация |
| 1984 | BAFTA    | За лучшую работу художника-постановщика      | Норман Рейнолдс                                       | Номинация |
| 1984 | BAFTA    | За лучший звук                               | Бен Бёртт, Тони Дау, Гэри Саммерс                     | Номинация |
| 1984 | «Сатурн» | За лучший научно-фантастический фильм        |                                                       | Победа    |
| 1984 | «Сатурн» | Лучшему киноактёру                           | Марк Хэмилл                                           | Победа    |
| 1984 | «Сатурн» | За лучшие костюмы                            | Эджи Джерард Роджерс и Нило Родис-Джамеро             | Победа    |
| 1984 | «Сатурн» | За лучший грим                               | Фил Типпетт, Стюарт Фриборн                           | Победа    |
| 1984 | «Сатурн» | За лучшие спецэффекты                        | Ричард Эдланд, Деннис Мьюрен, Кен Ралстон             | Победа    |
| 1984 | «Сатурн» | Лучшей киноактрисе                           | Кэрри Фишер                                           | Номинация |
| 1984 | «Сатурн» | Лучшему киноактёру второго плана             | Билли Ди Уильямс                                      | Номинация |
| 1984 | «Сатурн» | За лучшую режиссуру                          | Ричард Маркуанд                                       | Номинация |
| 1984 | «Сатурн» | За лучший сценарий                           | Лоуренс Кэздан, Джордж Лукас                          | Номинация |
| 1984 | «Сатурн» | За лучшую музыку                             | Джон Уильямс                                          | Номинация |
| 1984 | «Хьюго»  | За лучшую постановку                         | Ричард Маркуанд, Лоуренс Кэздан, Джордж Лукас         | Победа    |

### Переиздание в 3D
28 сентября 2010 года было объявлено, что все шесть фильмов будут преобразованы в 3D-формат. Их планировалось переиздавать в порядке внутренней хронологии, начиная с первого эпизода, который был выпущен в феврале 2012 года. «Возвращение джедая» планировалось повторно издать в 2017 году, что должно было совпасть с 40-летием франшизы, однако в связи с покупкой компанией The Walt Disney Company 30 октября 2012 года компании Lucasfilm и сообщением о выпуске нового эпизода «Звёздных войн» в 2015 году от этой идеи было решено отказаться и пустить все силы на работу над новой трилогией.